# Celeron
Celeron és la identificació emprada per Intel per designar els processadors de baix cost. Normalment es diferencien de la gamma estándard per no disposar de memòria cau de nivell 2 (L2 cache) i, per tant, tenir un rendiment molt inferior.